# Greg Draper
Gregory Alexander „Greg“ Draper (* 13. August 1989 in Taunton, England) ist ein neuseeländischer Fußballspieler.

## Karriere
Der im englischen Taunton geborene Draper zog im Alter von 12 Jahren mit seiner Familie nach Neuseeland. Zwischen 2005 und 2007 spielte er für Canterbury United in der New Zealand Football Championship. Ende Juli 2007 wurde er als einer von drei vorgeschriebenen unter 20-Jährigen vom neu gegründeten A-League-Klub Wellington Phoenix unter Vertrag genommen. Nachdem er in der ersten Saison zu zwei Ligaeinsätzen gekommen war, blieb er in seiner zweiten Spielzeit bei Phoenix ohne Pflichtspiel und erhielt zum Saisonende keinen neuen Vertrag.
Draper spielte in der Folge zunächst für die Melbourne Knights in der Victorian Premier League und die Saison 2009/10 für Team Wellington in der New Zealand Football Championship. Im Sommer 2010 wechselte er nach England in die Conference South zu Basingstoke Town und erzielte dort in der Spielzeit 2010/11 15 Tore. Dies sorgte für Interesse durch den walisischen Profiklub The New Saints FC, dessen Angebot er im Juni 2011 annahm und in die Welsh Premier League wechselte. Für The New Saints schoss er in seiner ersten Saison 22 Ligatreffer, als dem Klub neben der Meisterschaft auch der Pokalsieg gelang, bei dem er zum 2:0-Finalsieg gegen Cefn Druids AFC ebenfalls einen Treffer beisteuerte.
Draper durchlief sämtlich Juniorenauswahlen Neuseelands. Mit der U-20 nahm er 17-jährig an der Junioren-Weltmeisterschaft 2007 in Kanada teil und kam beim Vorrundenaus in allen drei Partien zum Einsatz. 2008 stand er im U-23-Aufgebot für das olympische Fußballturnier in China und kam zu zwei Teileinsätzen. Am 19. November 2008 gab er im WM-Qualifikationsspiel gegen die Fidschi-Inseln sein Debüt in der A-Nationalmannschaft Neuseelands. Im März 2012 nahm er mit der neuseeländischen U-23-Auswahl am Qualifikationsturnier für die Olympischen Spiele 2012 teil und erzielte im Turnierverlauf drei Treffer, darunter der 1:0-Siegtreffer im Finale gegen Fidschi.

## Erfolge
- Walisischer Meister: 2011/12
- Walisischer Pokalsieger: 2011/12